# Pável Filónov
Pável Nikoláyevich Filónov (en ruso: Па́вел Никола́евич Фило́нов; Moscú, 8 de enero de 1883 o  27 de diciembre de 1882 según el calendario juliano-Leningrado, 3 de diciembre de 1941) fue un pintor, teórico y poeta vanguardista ruso.
Nacido en Moscú, en 1897 se mudó a San Petersburgo donde tomó clases de arte. En 1908, ingresó en la Academia Imperial de las Artes de la mano de Jan Ciągliński y de donde fue expulsado en 1910.
Entre 1910 y 1914 formó parte del grupo artístico Unión de la Juventud (Soyuz Molodyozhi, Союз Молодежи) creado por Yelena Guró y Mijaíl Matiushin. En 1912, formuló los principios del arte analítico o anticubismo en su artículo El canon y la ley. Según Filónov, «el cubismo representa objetos usando elementos de su superficie geométrica, pero los "realistas analíticos" deberían representar objetos usando elementos de su alma interior».
Entre 1913 y 1915, se relacionó con el futurismo ruso y coilustró con Kazimir Malévich obras de Velimir Jlébnikov. En otoño de 1916, se alistó para servir en la Primera Guerra Mundial en el frente rumano.
En 1919, expuso en la primera exposición libre del Museo del Hermitage y en 1923 se hizo profesor de la Academia de las Artes y miembro del Instituto de cultura artística (INKhUK).
En 1929, el Museo Estatal Ruso preparó una retrospectiva suya, pero el gobierno soviético prohibió esta exposición. Desde 1932, Filónov, literalmente desnutrido, se negaba a vender sus obras a coleccionistas privados para que fueran un regalo para el Museo Ruso. Murió de inanición durante el Sitio de Leningrado.